# Jbiel
Jbiel (en àrab اجبيل, Ijbīl; en amazic ⵊⴱⵢⵢⵍ) és una comuna rural de la província d'El Kelâa des Sraghna, a la regió de Marràqueix-Safi, al Marroc. Segons el cens de 2014 tenia una població total de 11.376 persones.